# Ptrukša
Ptrukša – wieś (obec) na Słowacji położona w kraju koszyckim, w powiecie Michalovce. Pierwsze wzmianki o miejscowości pochodzą z roku 1281. 
Według danych z dnia 31 grudnia 2012, wieś zamieszkiwało 496 osób, w tym 267 kobiet i 229 mężczyzn.
W 2001 roku rozkład populacji względem narodowości i przynależności etnicznej wyglądał następująco:
- Słowacy – 4,23%
- Czesi – 0,37%
- Niemcy – 0,18%
- Węgrzy – 95,22%

Ze względu na wyznawaną religię struktura mieszkańców kształtowała się w 2001 roku następująco:
- Katolicy rzymscy – 18,2%
- Grekokatolicy – 38,6%
- Ewangelicy – 0,18%[a]
- Ateiści – 0,18%